# Władysław Komarnicki
Władysław Komarnicki (ur. 13 lipca 1945 w Wysocku Wyżnym) – polski przedsiębiorca budowlany, polityk i działacz sportowy, były prezes klubu żużlowego Stal Gorzów Wielkopolski, senator IX, X i XI kadencji (od 2015).

## Życiorys
Syn Jana i Władysławy. W 1992 ukończył studia na Wydziale Humanistycznym Wyższej Szkoły Pedagogicznej w Kielcach. Od lat 60. pracował w Gorzowskim Przedsiębiorstwie Budownictwa Przemysłowego, był w niej sekretarzem komitetu zakładowego PZPR. W latach 80. zatrudniony w Centrali Handlu Zagranicznego Budimex. Na początku lat 90. stał się jednym z założycieli spółki z ograniczoną odpowiedzialnością pod nazwą Przedsiębiorstwo Budowlano-Usługowe Interbud-West, a w 1992 został prezesem jej zarządu. Firma ta uzyskała kontrakty m.in. na budowę budynków Collegium Polonicum w Słubicach i Collegium Europaeum Gnesnense. Był współzałożycielem i członkiem zarządu Krajowej Izby Budownictwa, a od 2009 do 2011 marszałkiem Lubuskiego Sejmiku Gospodarczego.
W latach 90. działał w Kongresie Liberalno-Demokratycznym i Unii Wolności. W 2005 i w 2011 bez powodzenia jako niezależny kandydat ubiegał się o mandat senatora. W 2005 został prezesem zarządu Stali Gorzów Wielkopolski, funkcję tę pełnił do 2012. W 2006 odszedł z kierownictwa zarządzanej firmy, został członkiem jej rady nadzorczej.
W 2014 z ramienia Platformy Obywatelskiej uzyskał mandat radnego sejmiku lubuskiego. W 2015 wystartował ponownie do Senatu, tym razem z rekomendacji PO w okręgu nr 21. Uzyskał mandat senatora IX kadencji, otrzymując 44 991 głosów. W wyborach w 2019 i 2023 z powodzeniem ubiegał się o senacką reelekcję (dostał odpowiednio 69 298 głosów oraz 108 863 głosy).

## Wyniki w wyborach ogólnopolskich
| Wybory | Komitet wyborczy    | Komitet wyborczy             | Organ             | Okręg             | Wynik           |
| ------ | ------------------- | ---------------------------- | ----------------- | ----------------- | --------------- |
| 2005   |                     | KWW Władysława Komarnickiego | Senat VI kadencji | nr 8              | 18 938 (6,96%)  |
| 2011   | Senat VIII kadencji | KWW Władysława Komarnickiego | nr 21             | 38 705 (29,87%)   |                 |
| 2015   |                     | Platforma Obywatelska        | nr 21             | Senat IX kadencji | 44 991 (34,65%) |
| 2019   |                     | Koalicja Obywatelska         | nr 21             | Senat X kadencji  | 69 298 (42,22%) |
| 2023   | Senat XI kadencji   | Koalicja Obywatelska         | nr 21             | 108 863 (58,14%)  |                 |

## Odznaczenia
Odznaczony Krzyżem Oficerskim (2000) i Krzyżem Komandorskim (2011) Orderu Odrodzenia Polski. W 2009 wyróżniony Odznaką Honorową za Zasługi dla Województwa Lubuskiego.